# Torre del Mangia

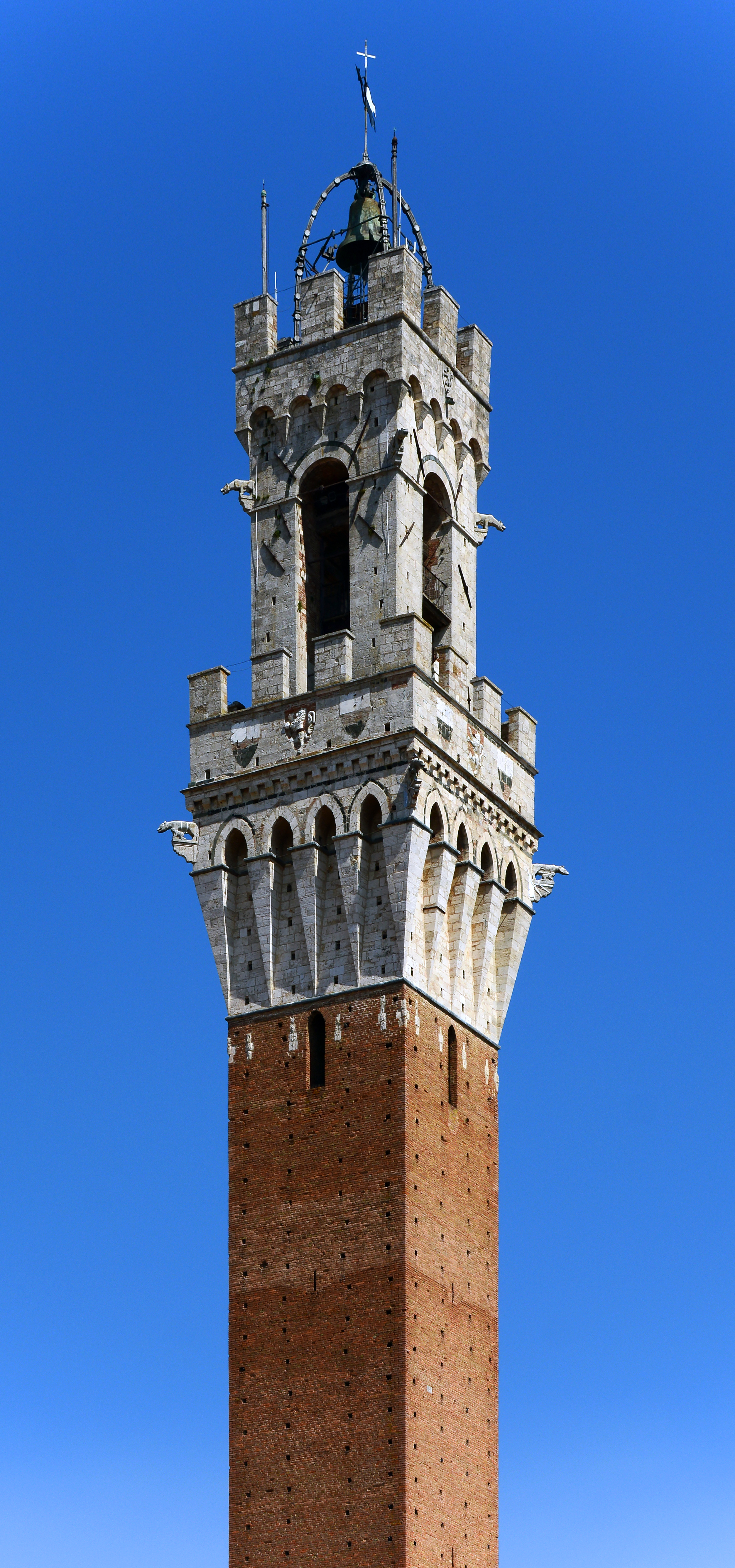
Torre del Mangia.

La Torre de Mangia (en italiano, Torre del Mangia) es una antigua torre campanario medieval (campanario o campanile) ubicada en la ciudad de Siena, en la región Toscana (Italia). Fue construida entre los años 1338 y 1348. Se encuentra situada en la Piazza del Campo, la plaza principal de Siena, junto al Palazzo Pubblico (ayuntamiento). Con sus 88 metros de altura, cuando se construyó fue una de las torres seculares más altas de la Italia medieval. La torre fue construida para ser exactamente de la misma altura que el Duomo di Siena, como signo de que la iglesia y el Estado tenían el mismo estatus. La torre es visible desde todos los puntos de la ciudad. 
El nombre de la torre (mangia) deriva de su primer guardián, Giovanni di Balduccio, apodado Mangiaguadagni por su tendencia a gastar todo su dinero en comida. La parte superior fue realizada por Agostino di Giovanni siguiendo un diseño de un Mastro Lippo pittore, probablemente Lippo Memmi.
Las paredes de la torre son de aproximadamente 3 m de espesor en cada lado. La galería de mármol, conocido como Cappella di Piazza, fue añadida en 1352 por los supervivientes de la peste negra de la ciudad de Siena en agradecimiento a la Virgen Santa. La pilastra fue renovada, adquiriendo su forma actual, en el año 1378, y las esculturas que la decoran fueron realizadas entre los años 1378 y 1382 por Mariano d'Angelo Romanelli y Bartolomeo di Tomme. El techo de madera simple que antiguamente cubría la galería fue sustituida por la actual bóveda renacentista de mármol entre 1461 y 1468 por Antonio Federighi, también autor de las decoraciones extravagantes de la parte superior. Entre 1537 y 1539 Il Sodoma pintó un fresco sobre el altar, el cual ahora se encuentra en el museo de la ciudad ubicado en el Palacio Público. El reloj fue añadido en el año 1360.

## Galería de imágenes

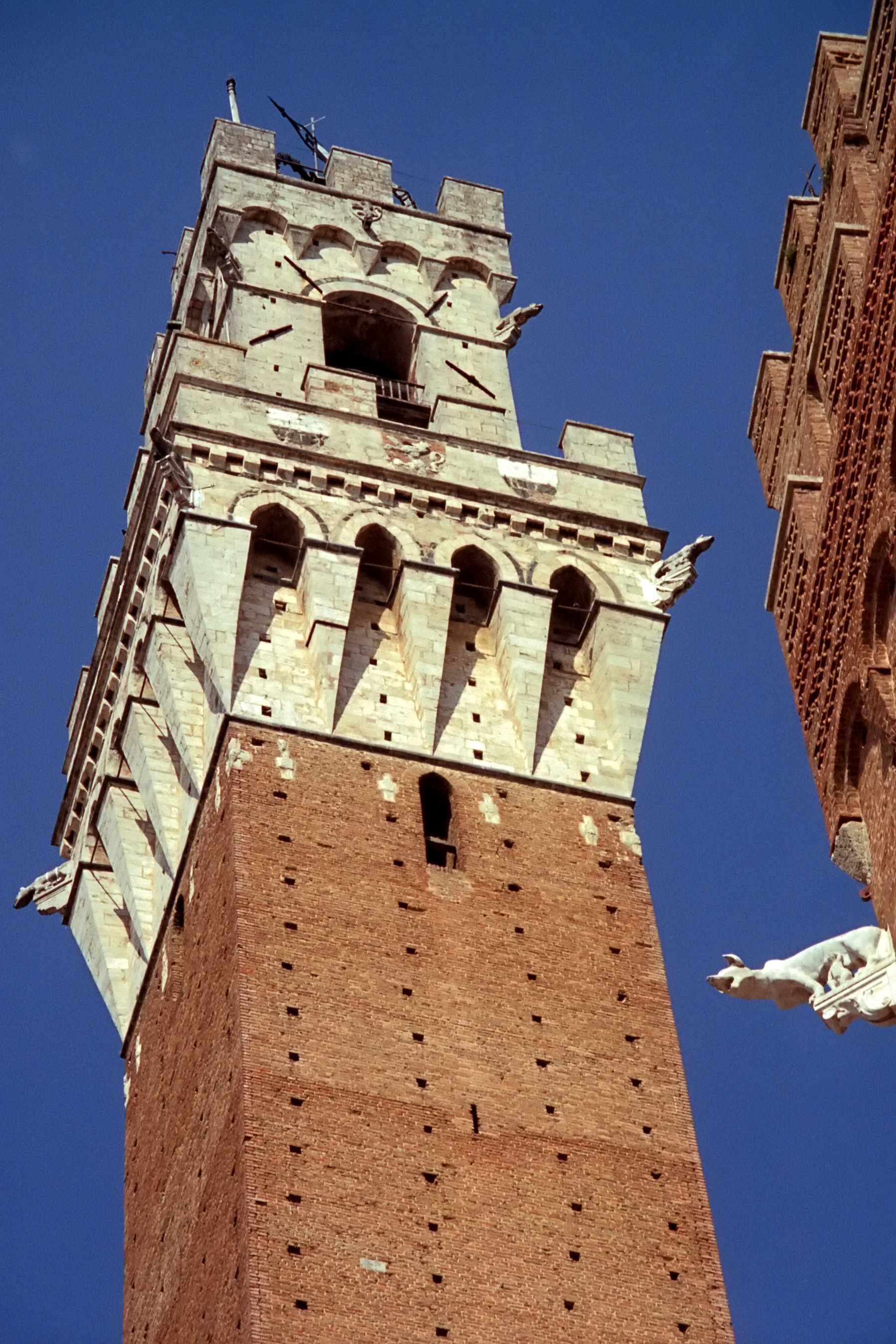
Detalle de la parte superior.
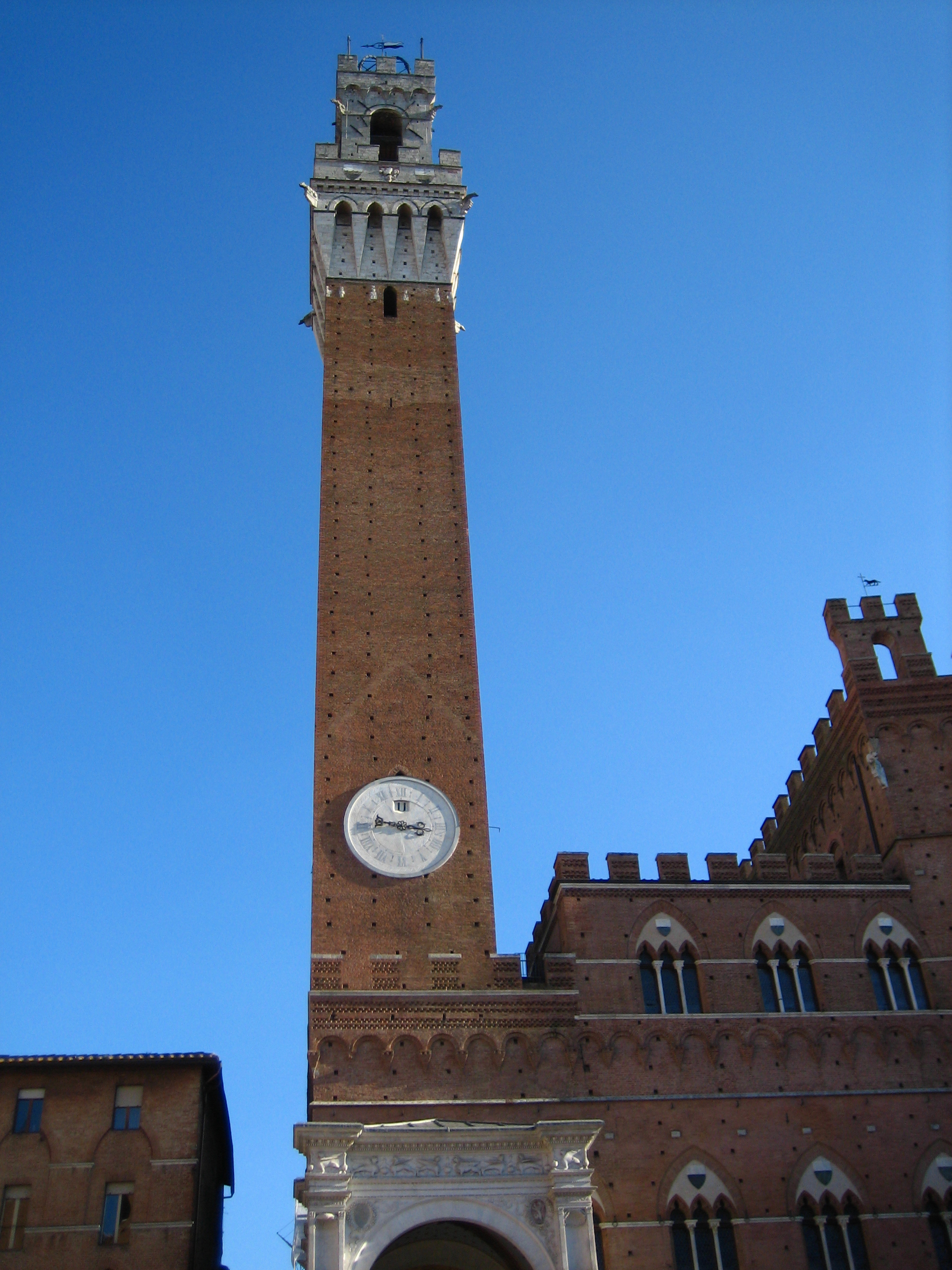
Otra vista de la torre.
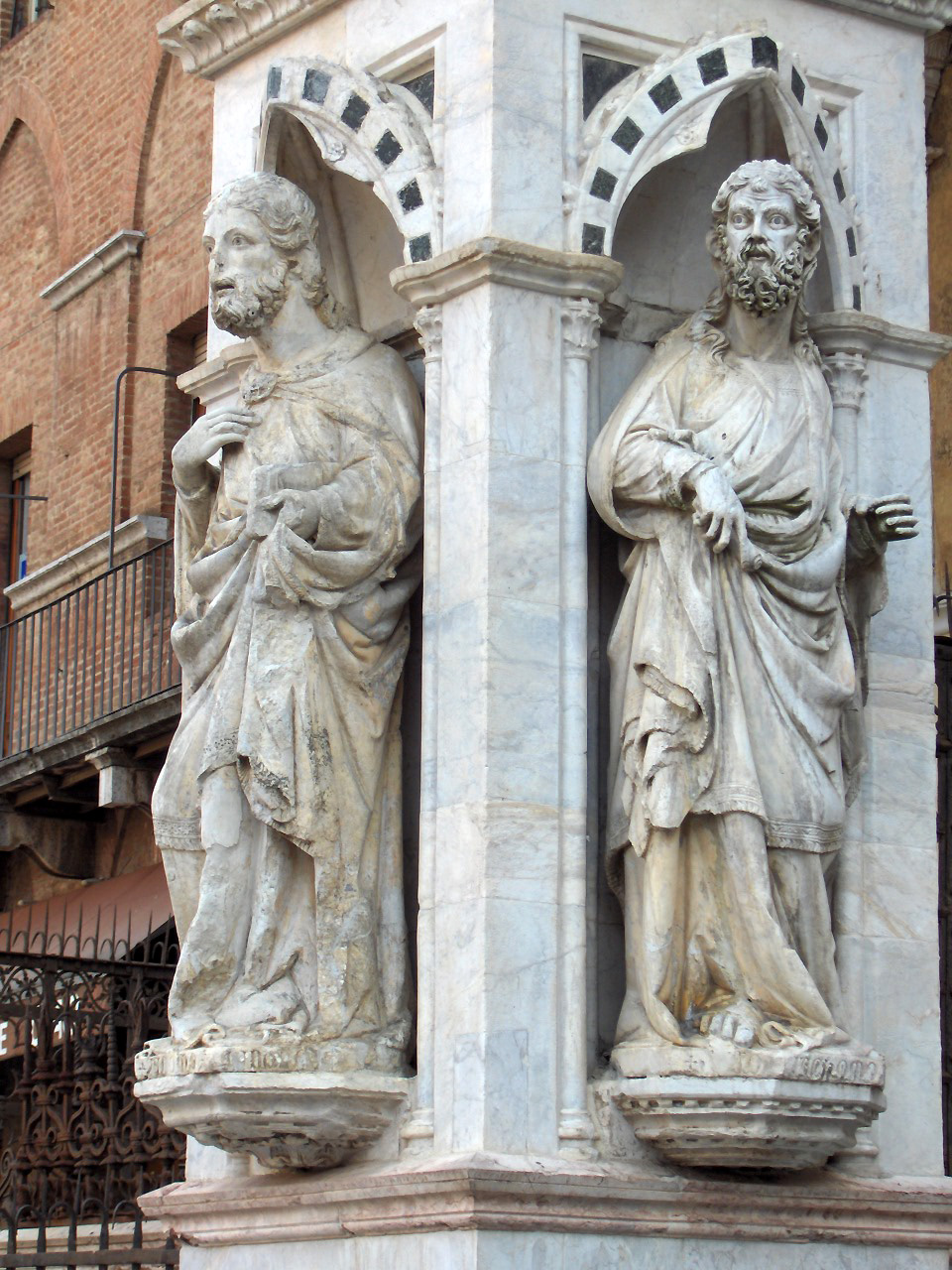
Estatuas de la logia.
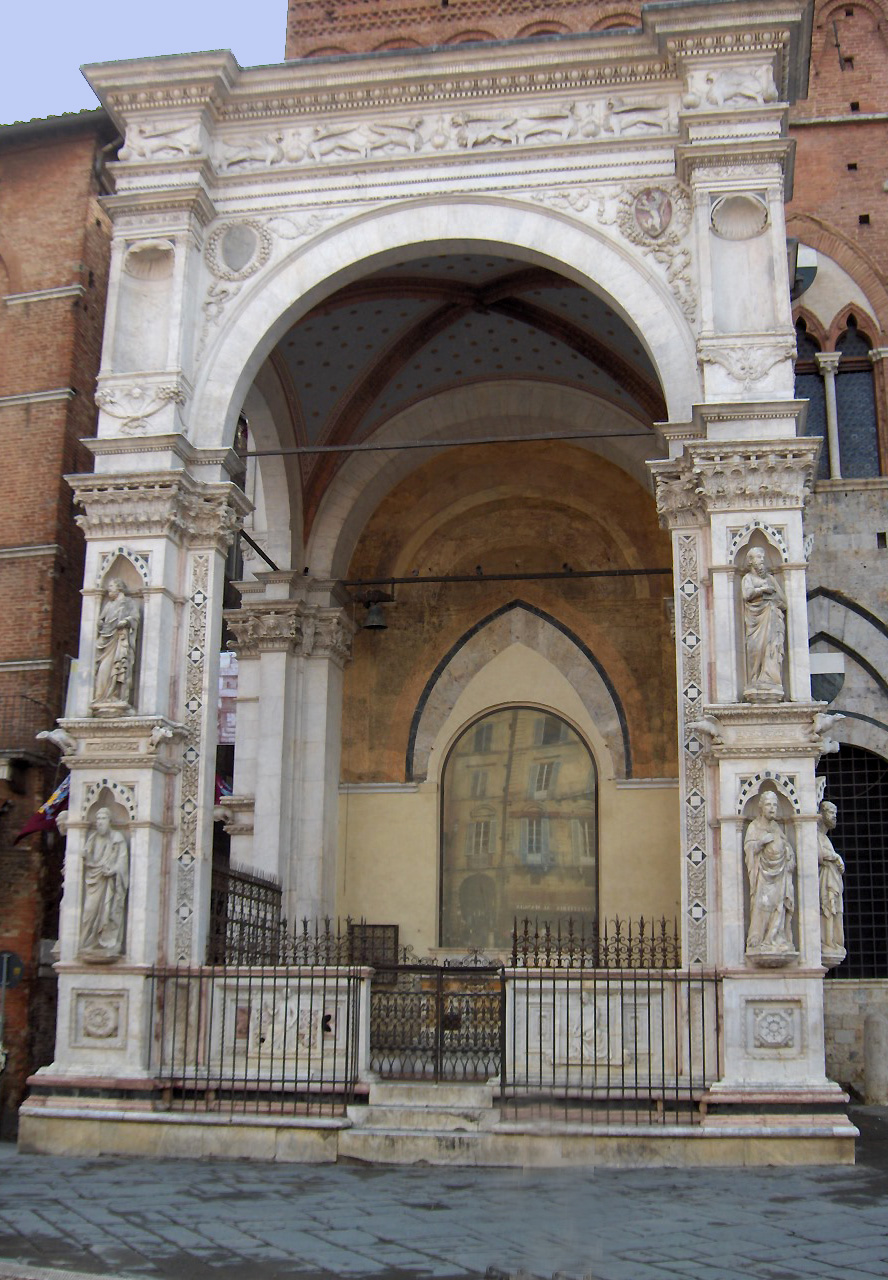
La capilla de la Piazza del Campo.
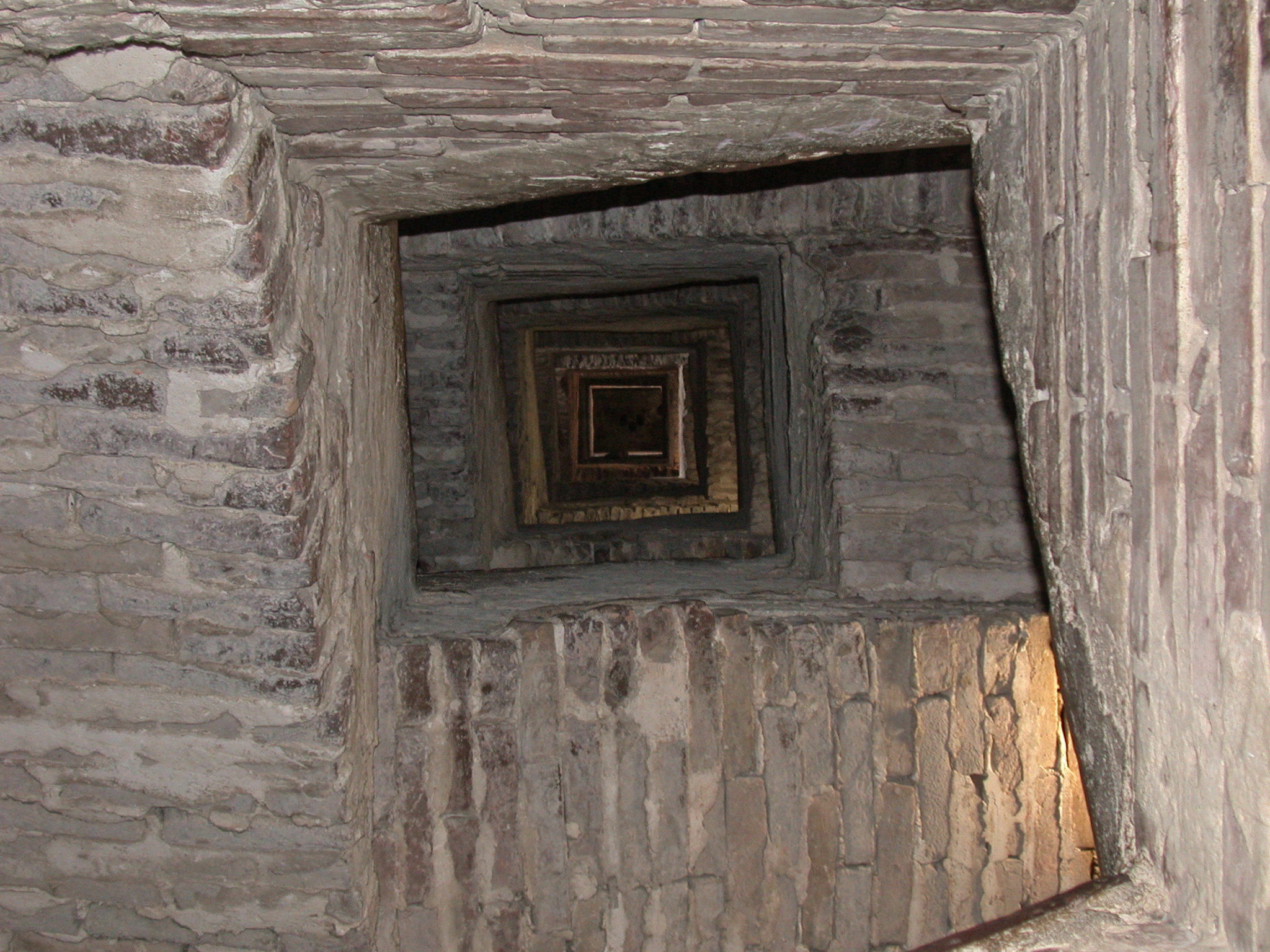
La escalera interna